# رودخانه یرز
رودخانه یرز (به انگلیسی: Jerez (river)) رودخانه‌ای است که در صربستان جریان دارد.